# Complejo de Dios
En psicología popular, se denomina «complejo de Dios» a la confianza inquebrantable que muestran algunas personas en su habilidad personal, privilegio o infalibilidad, cercana a la que se aplica tradicionalmente al Dios de las religiones monoteístas. Una persona con un «complejo de dios» puede negarse a admitir la posibilidad de cometer un error o fallo, incluso frente a problemas complejos o tareas difíciles o imposibles; además, puede considerar sus opiniones personales como incuestionablemente correctas. El individuo puede ignorar las reglas de la sociedad y requerir una consideración especial o privilegios. La expresión no es un término clínico o diagnosticable y no aparecen en el Manual diagnóstico y estadístico de los trastornos mentales (DSM).
La primera persona en utilizar el término «complejo de dios» fue Ernest Jones (1913-1951) en su obra Essays in Applied Psycho-Analysis, donde describe el «complejo de dios» como la creencia de que uno es un dios.